# Killer (Adamski)
Killer is een nummer van de Britse danceproducent Adamski, ingezongen door de Britse zanger Seal. Het nummer is afkomstig van Adamski's album Doctor Adamski's Musical Pharmacy uit 1990. Op 21 maart dat jaar werd het nummer wereldwijd op single uitgebracht.

## Achtergrond
De Britse muziek producer Adamski nam het nummer instrumentaal op en noemde het "Killer". Na de opname ging hij op zoek naar iemand die het in kon zingen. Hij kwam terecht bij de eveneens Britse zanger Seal, die toen nog niet bekend was. Seal schreef een eigen tekst, en ondanks dat het woord ‘killer’ er niet in voorkwam, besloot Adamski de titel toch zo te houden. De single werd een grote hit op de Britse eilanden, in Australië, Nieuw-Zeeland, Zimbabwe, Zweden, Finland en in het Duitse en Nederlandse taalgebied.
In thuisland het Verenigd Koninkrijk werd de nummer 1-positie behaald in de UK Singles Chart. Ook in Zimbabwe werd de nummer 1-positie behaald. In Ierland en Zweden werd de 5e positie behaald, in Australië de 112e, Nieuw-Zeeland de 29e, de VS de 23e, Duitsland en de Eurochart Hot 100 de 2e, Oostenrijk de 11e, Finland de 14e en Zwitserland en Spanje de 15e positie.
In Nederland werd de single in de zomer van 1990 veel gedraaid op Radio 3 en werd een gigantische hit in de destijds twee landelijke hitlijsten op de nationale publieke popzender. De single bereikte de 2e positie in zowel de Nederlandse Top 40 als de Nationale Top 100.
In België bereikte de single de nummer 1-positie in zowel de voorloper van de Vlaamse Ultratop 50 als de Vlaamse Radio 2 Top 30. In Wallonië werd géén notering behaald.
In de sinds december 1999 jaarlijks uitgezonden NPO Radio 2 Top 2000 van de Nederlandse publieke radiozender NPO Radio 2 stond de single uitsluitend genoteerd in 2009, 2011 t/m 2014 en in 2016 en 2017, met als hoogste notering een 1590e positie in 2011.

## Andere versies
- Voor zijn titelloze debuutalbum nam Seal het nummer opnieuw op. Hij bracht het in 1991 ook op single uit. Deze versie had enkel op de Britse eilanden succes.
- Op Tweede Paasdag 20 april 1992 zong George Michael het nummer live tijdens het Freddie Mercury Tribute Concert in het Wembley Stadium in Londen. Zijn versie verscheen op de ep Five Live, waar ook Queen en Lisa Stansfield aan meewerkten. Tijdens het optreden mengde Michael "Killer" met "Papa Was a Rollin' Stone". In mei 1993 werd Michaels versie uitgebracht onder de naam "Killer / Papa Was a Rollin' Stone". Ondanks dat zijn uitvoering in Nederland géén notering behaalde in zowel de Nederlandse Top 40 als de destijds nieuwe publieke hitlijst op Radio 3; de Mega Top 50, scoorde Michael er tóch een radiohit mee.
- De Duitse dj ATB bracht in de zomer van 1999 een eigen versie van "Killer" uit. Zijn versie werd in een paar Europese landen een hit. In ATB's thuisland Duitsland haalde het de 31e positie. In Nederland bereikte deze versie de 22e positie in de Nederlandse Top 40 op Radio 538 en de 25e positie in de Mega Top 100 op Radio 3FM.

In België bereikte deze versie een 41e positie in de Vlaamse Ultratop 50. De Vlaamse Radio 2 Top 30 werd niet bereikt.

## NPO Radio 2 Top 2000
| Nummers met noteringen in de NPO Radio 2 Top 2000  | '09  | '10 | '11  | '12  | '13  | '14  | '15 | '16  | '17  | '18 | '19  | '20 | '21 | '22  | '23  | '24  |
| -------------------------------------------------- | ---- | --- | ---- | ---- | ---- | ---- | --- | ---- | ---- | --- | ---- | --- | --- | ---- | ---- | ---- |
| Killer (Adamski & Seal)                            | 1897 | -   | 1590 | 1658 | 1971 | 1957 | -   | 1938 | 1848 | -   | -    | -   | -   | -    | -    | -    |
| Killer / Papa Was a Rollin' Stone (George Michael) | -    | -   | -    | -    | -    | -    | -   | -    | -    | -   | 1107 | 988 | 974 | 1014 | 1033 | 1059 |

1. ↑  Een '-' betekent dat het nummer niet was genoteerd en een vetgedrukt getal geeft de hoogste notering van een nummer aan.
2. ↑  2009 was het eerste jaar met een notering voor een van deze nummers.